# Julianne Dalcanton
Julianne Dalcanton, née en 1968, est une astronome américaine, professeure d’astronomie, chercheuse, et découvreuse de comètes.

## Biographie
Julianne Dalcanton naît en 1968.
Elle est professeur d'astronomie à l’université de Washington et chercheuse pour Sloan Digital Sky Survey. Son travail porte principalement sur le domaine de la formation et évolution des galaxies. Elle a dirigé l’ACS Nearby Galaxy Survey (ANGST) et les programmes Panchromatic Hubble Andromeda Treasury (PHAT) sur le télescope spatial Hubble. Elle est devenue mondialement connue à la suite de sa découverte de la comète C/1999 F2 (Dalcanton). Elle contribue également au blog de physique Cosmic Variance. 
Le 6 avril 2012, l’astéroïde (148384) Dalcanton, découvert par le Sloan Digital Sky Survey en 2000, est nommé en son honneur. L’annonce officielle de ce nommage est publiée par le Centre des planètes mineures dans la MPC no 79 106.
En 2018, Dalcanton reçoit le prix Beatrice M. Tinsley de l’Union américaine d'astronomie en reconnaissance de son travail dans le domaine de l'astronomie et de « ses contributions qui sont d’un caractère exceptionnellement créatif ou novateur et qui ont joué un rôle déterminant dans l’amélioration de notre compréhension de l’univers, ».

## Prix
- 2018 : prix Beatrice M. Tinsley de l'Union américaine d'astronomie[5]